# Mortegliano
Mortegliano is een gemeente in de Italiaanse provincie Udine (regio Friuli-Venezia Giulia) en telt 5089 inwoners (31-12-2004). De oppervlakte bedraagt 30,0 km², de bevolkingsdichtheid is 169 inwoners per km².
De volgende frazioni maken deel uit van de gemeente: Chiasellis, Lavariano.

## Demografie
Mortegliano telt ongeveer 2021 huishoudens. Het aantal inwoners steeg in de periode 1991-2001 met 2,6% volgens cijfers uit de tienjaarlijkse volkstellingen van ISTAT.
| Jaar | Inwoneraantal |
| ---- | ------------- |
| 1991 | 4768          |
| 2001 | 4890          |

## Geografie
Mortegliano grenst aan de volgende gemeenten: Bicinicco, Castions di Strada, Lestizza, Pavia di Udine, Pozzuolo del Friuli, Talmassons.

## Geboren in Mortegliano
- Virginio Pizzali (1934-2021), wielrenner